# Muja (Krokodil)

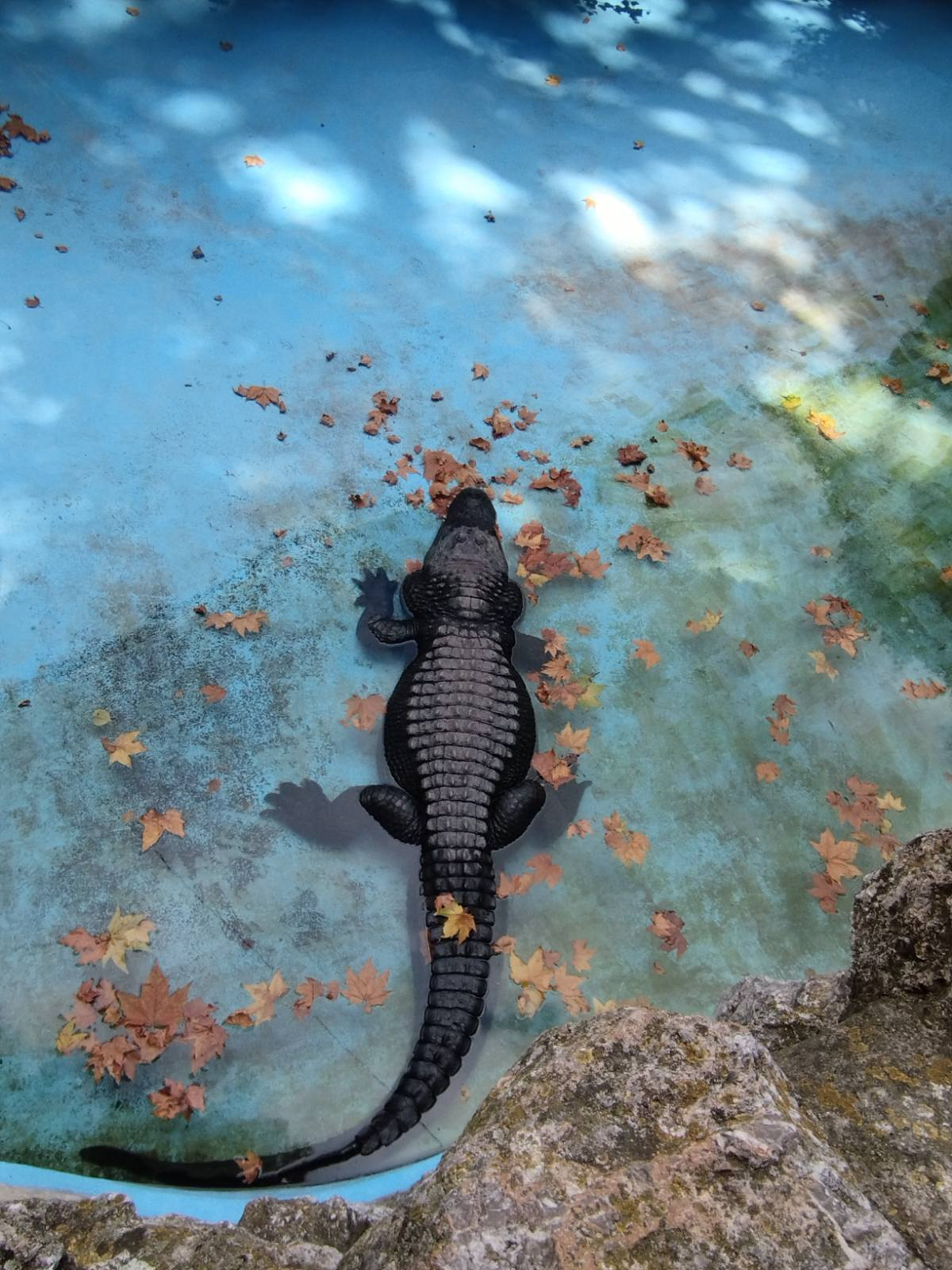
Muja im Belgrader Zoo, 2023

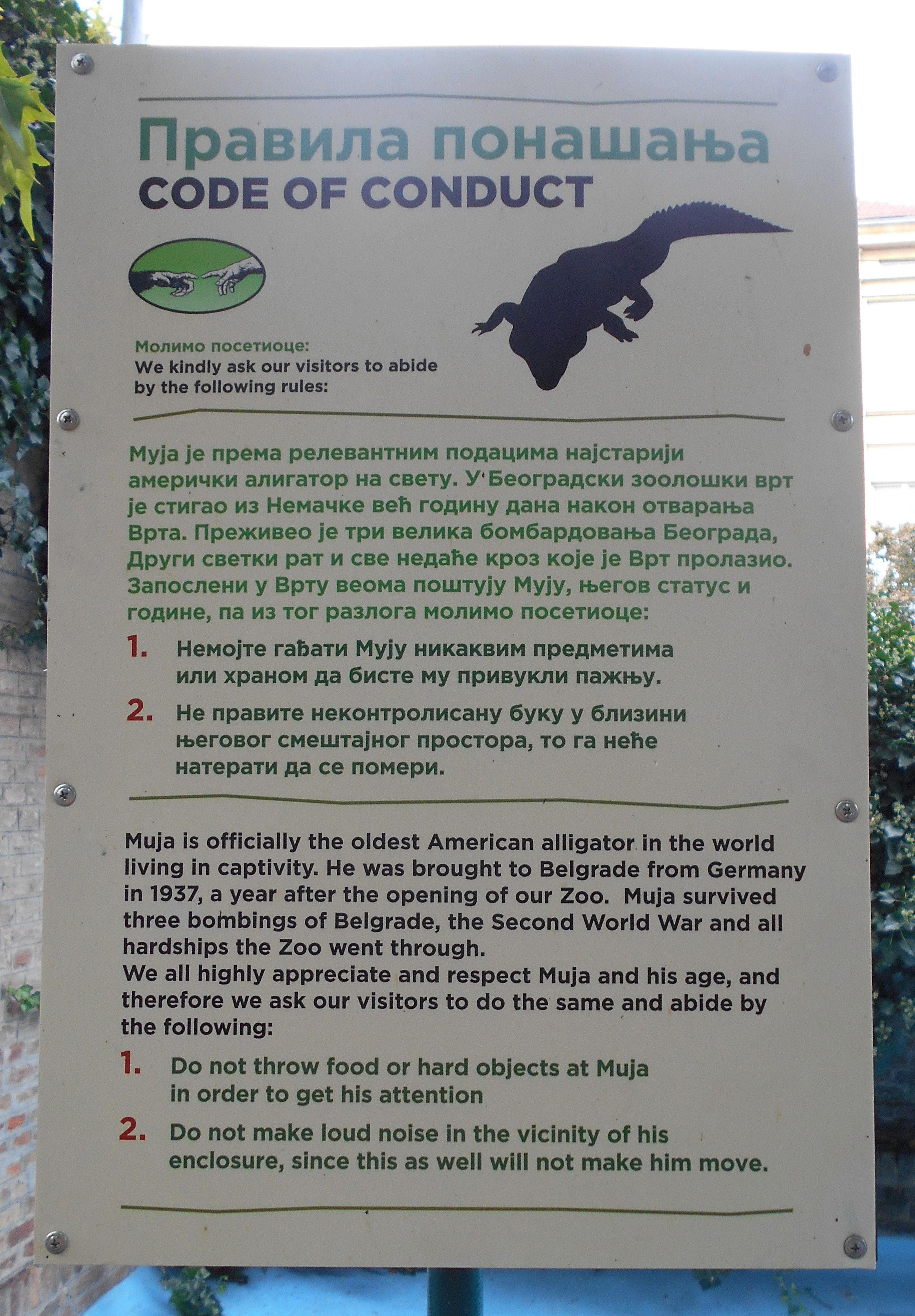
Informationstafel mit Respektsbekundung und Verhaltensregeln für die Besucher auf Serbisch und Englisch

Muja (* vor 1937) ist der älteste lebende Mississippi-Alligator der Welt.
Muja kam nach Angaben des Belgrader Zoos, wo er lebt, zusammen mit seiner Lebensgefährtin am 9. August 1937 aus Deutschland (gelegentlich wird Berlin angegeben, ebenso wie der Ankunftstag 12. September 1936) im Zoo an. Bei seiner Ankunft in Belgrad war er bereits erwachsen, möglicherweise bereits zehn Jahre alt. In jedem Falle gilt er seit 2007, als ein noch älterer Alligator namens Čabulītis in Riga starb, als ältestes Krokodil der Welt. Muja überlebte sowohl die deutsche Bombardierung des Belgrader Zoos im Jahr 1941 als auch die Bombardierung durch die Alliierten im Jahr 1944. Das Weibchen starb in den 1960er Jahren, als einer der Wärter versehentlich heißes Wasser in das Becken ließ. 1999 erlebte Muja auch die Bombardierung durch alliierte Kräfte während des Jugoslawienkrieges.
2012 musste ein Teil seines rechten Vorderfußes in Folge eines Gangräns amputiert werden, früher Wundbrand genannt. Seine Gehfähigkeit ist nach der aufwändigen Operation nicht eingeschränkt. Am 18. April 2016 erhielt er im Guinness-Buch der Rekorde einen Eintrag als ältestes in Gefangenschaft lebendes Krokodil. Zu dieser Zeit war er nach dortigen Angaben mindestens 78 Jahre und 219 Tage alt.

## Belege
1. ↑  Kent A. Vliet: Alligators. The Illustrated Guide to Their Biology, Behavior, and Conservation, Johns Hopkins University Press, 2020, S. 213.
2. ↑  Z. Lazarević: Najstariji aligator na svetu živi u Beogradu (sinngemäß: Der älteste Alligator der Welt lebt in Belgrad), in: Blic, 22. August 2011 (archive.org, 18. August 2018).
3. ↑  Guinness World Records 2017, 2017, S. 53.